# 스테페사우루스

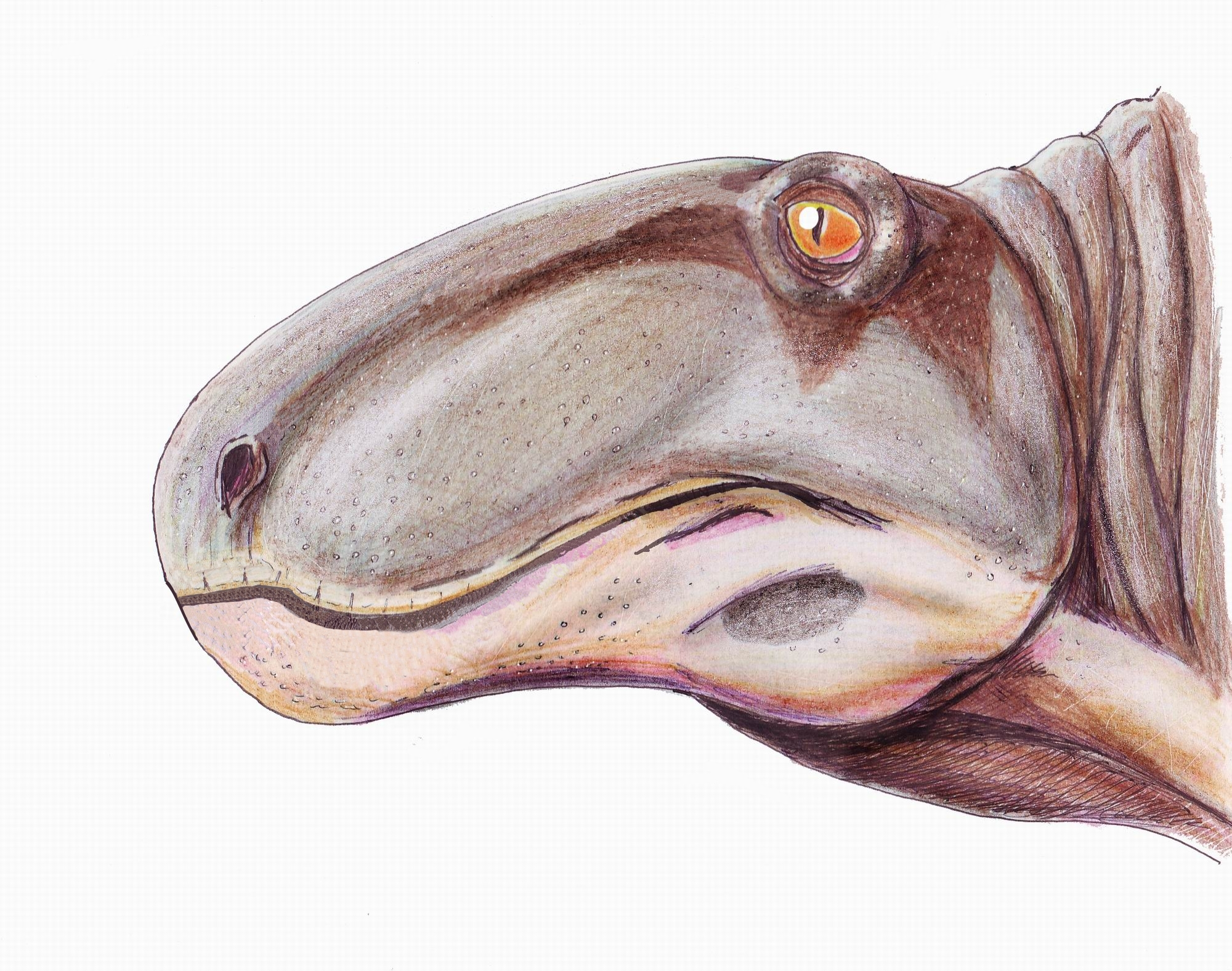

스테페사우루스(학명:Steppesaurus gurleyi)는 반룡목 스페나코돈과에 속하는 도마뱀이다. 지금은 멸종된 종으로서 전체적인 몸길이가 2~3m인 거대한 도마뱀에 속한다.

## 특징
스테페사우루스는 페름기 말기에 미국 산안젤로 층의 디메트로돈속의 스페나코돈과에 속하는 에펠리코사우루스의 멸종된 속이다. 1953년에 제임스 R.와 함께 이 속의 이름을 붙인 에버렛 클레어 올슨이 1950년에 발견한 피스강에는 상악골과 치아의 완모형 FMNH UR 148이 있었다. 발굴 작업을 도왔던 J. 스테페의 이름을 딴 비어바워이다. 스테페사우루스의 몸길이는 18피트 정도로 추정되어 알려진 가장 큰 스피나코돈티드로 만들어졌지만 이것은 복원된 치아가 더 넓게 떨어져 있다는 것을 고려하지 못했다. 그것은 전체적으로 특별히 크지 않은 상악골에 이빨이 더 적었을 것이다. 1953년에 올슨은 스테페사우루스를 페름기 전기에서 발견됐다는 가설을 뒷받침하기 위해 1962년에 이를 프치노수키과로 바꿔 테랍시다의 일원으로 만들었다. 이것은 매우 논란이 많은 것으로 판명되었다. 그외에도 스테페사우루스의 경우에는 다른 반룡류의 단궁류들과 다른 독특한 특징이 있는데 스테페사우루스는 다른 반룡류의 도마뱀들과 달리 눈이 더욱 머리의 위쪽으로 치우쳐져 있다는 특징이 있고 목 부분이 더 크다는 점이 존재한다. 앞다리와 뒷다리도 매우 튼튼하고 길게 발달되어 있으며 꼬리도 길게 발달되어 있다. 먹이로는 당대에 서식했던 곤충, 갑각류, 무척추동물, 양서류, 작은 동물들을 모두 잡아먹고 살았을 육식성의 포식자로 추정되는 종이다.

## 생존시기와 서식지와 화석의 발견
스테페사우루스가 생존했었던 시기는 고생대의 페름기로서 지금으로부터 2억 9000만년전~2억 4500만년전에 생존했었던 종이다. 생존했었던 시기에는 북아메리카를 중심으로 하여 당시에 존재했었던 초원, 산림에서 주로 서식했었던 도마뱀이다. 화석의 발견은 1953년에 미국의 페름기에 형성된 지층에서 미국의 고생물학자인 올슨에 의하여 처음으로 화석이 발견되어 새롭게 명명된 종이다.

## 같이 보기
- 파충류
- 고생대
- 페름기
- 파충류
- 화석